# 삼각형자리 델타
삼각형자리 델타는 삼각형자리에 있는, 지구에서 약 35 광년 떨어진 분광쌍성이다. 주성은 황색 왜성이며 반성은 오렌지색 왜성이다. 이 항성계는 허큘리스자리 제타 이동성군의 일원이다.

## 반성
주성 삼각형자리 델타 A는 쌍둥이 태양이자 황색 왜성으로 분광형은 G0.5Ve이다. 질량은 태양의 1.09배, 반지름은 98퍼센트, 밝기는 10퍼센트 정도 더 높다. 중원소 함량은 태양에 비해 13 ~ 31퍼센트 더 큰 것으로 추측된다.
도플러 효과에 의해 항성계를 분석한 결과 반성이 존재함을 알게 되었다. 반성 삼각형자리 델타 B는 분광형 K4V의 오렌지색 왜성이다. 그러나 계산에 있어서의 오차 한계 때문에, 삼각형자리 델타 항성계에 대한 의미있는 물리적 논의는 보다 나은 간섭계 관측이 가능할 때까지는 힘들 것으로 보인다. 그러나 두 별 사이는 0.11 천문단위 떨어져 있는 것으로 계산되었다. 지구에서 바라보는 시점에 대해 궤도경사각은 167도이며 궤도는 원형에 가깝고, 1회 서로를 공전하는 데는 10.02일이 걸린다. 그럼에도 불구하고 미국 해군천문대의 계산에 따르면 최근의 마크 III 관측 자료에서 이끌어낸 궤도요소는 기존의 값과 근소하게 다르다고 한다.

## 거리 및 가시성
삼각형자리 델타 항성계에서 가장 가까운 별은 적색 왜성 글리제 3147로 약 1.8광년 거리에 있다. 이들로부터 가장 가까운, 행성을 거느리고 있는 항성은, 안드로메다자리 웁실론으로 델타 항성계에서 약 11광년 떨어진 곳에 있다. 델타에서 가장 밝게 보이는 별은 카펠라로 약 -1 등급으로 빛날 것이다. 태양은 시리우스와 센타우루스자리 베타 근처에서 + 4.16 등급으로 희미하게 빛날 것이다.

## 같이 보기
- 센타우루스자리 알파
- 쌍성